# 中兴街道 (阜新市)
中兴街道，是中华人民共和国辽宁省阜新市新邱区下辖的一个乡镇级行政单位。

## 行政区划
中兴街道下辖以下地区：
中兴社区、中艺社区和中盛社区。